# Dubičné
Dubičné là một làng thuộc huyện České Budějovice, vùng Jihočeský, Cộng hòa Séc.